# Matriu de Hurwitz
En matemàtiques, una matriu de Hurwitz, matriu de Routh-Hurwitz; o matriu d'estabilitat en enginyeria, és una matriu quadrada estructurada en els reals, construïda amb els coeficients d'un polinomi real.

## Criteri de la matriu i estabilitat de Hurwitz
Donat un polinomi real
{\displaystyle p(z)=a_{0}z^{n}+a_{1}z^{n-1}+\cdots +a_{n-1}z+a_{n},}
la matriu quadrada {\displaystyle n\times n}
{\displaystyle H(p)={\begin{pmatrix}a_{1}&a_{3}&a_{5}&\dots &\dots &\dots &0&0&0\\a_{0}&a_{2}&a_{4}&&&&\vdots &\vdots &\vdots \\0&a_{1}&a_{3}&&&&\vdots &\vdots &\vdots \\\vdots &a_{0}&a_{2}&\ddots &&&0&\vdots &\vdots \\\vdots &0&a_{1}&&\ddots &&a_{n}&\vdots &\vdots \\\vdots &\vdots &a_{0}&&&\ddots &a_{n-1}&0&\vdots \\\vdots &\vdots &0&&&&a_{n-2}&a_{n}&\vdots \\\vdots &\vdots &\vdots &&&&a_{n-3}&a_{n-1}&0\\0&0&0&\dots &\dots &\dots &a_{n-4}&a_{n-2}&a_{n}\end{pmatrix}}.}
s'anomena matriu de Hurwitz corresponent al polinomi {\displaystyle p}. Va ser establert per Adolf Hurwitz el 1895 com un polinomi real que és estable (és a dir, que totes les seves arrels tenen una part real estrictament negativa) si i només si tots els primers menors de la matriu {\displaystyle H(p)} són positius:
{\displaystyle {\begin{aligned}\Delta _{1}(p)&={\begin{vmatrix}a_{1}\end{vmatrix}}&&=a_{1}>0\\[2mm]\Delta _{2}(p)&={\begin{vmatrix}a_{1}&a_{3}\\a_{0}&a_{2}\\\end{vmatrix}}&&=a_{2}a_{1}-a_{0}a_{3}>0\\[2mm]\Delta _{3}(p)&={\begin{vmatrix}a_{1}&a_{3}&a_{5}\\a_{0}&a_{2}&a_{4}\\0&a_{1}&a_{3}\\\end{vmatrix}}&&=a_{3}\Delta _{2}-a_{1}(a_{1}a_{4}-a_{0}a_{5})>0\end{aligned}}}
i així, els menors {\displaystyle \Delta _{k}(p)} són anomenats determinants de Hurwitz.
De la mateixa manera, si {\displaystyle a_{0}<0} llavors el polinomi és estable si i només si els menors principals tenen signes alterns que comencen amb un de negatiu.

## Matrius estables de Hurwitz
En enginyeria i teoria de l'estabilitat, una matriu quadrada {\displaystyle A} s'anomena matriu d'estabilitat (o, de vegades, matriu de Hurwitz) si cada valor propi d'{\displaystyle A} té una part real estrictament negativa, és a dir,
{\displaystyle \mathop {\mathrm {Re} } [\lambda _{i}]<0\,}
per a cada valor propi {\displaystyle \lambda _{i}}.
{\displaystyle A} també s'anomena matriu d'estabilitat, perquè la equació diferencial
{\displaystyle {\dot {x}}=Ax}
és asimptòticament estable, és a dir que {\displaystyle x(t)\to 0} quan {\displaystyle t\to \infty .}
Si {\displaystyle G(s)} és una funció de transferència (valorada per la matriu), llavors {\displaystyle G} s'anomena Hurwitz si els pols de tots els elements de {\displaystyle G} tenen una part real negativa. Cal notar que no cal que {\displaystyle G(s),} per a un argument específic {\displaystyle s,} sigui una matriu de Hurwitz (ni tan sols cal que sigui quadrada). La connexió és que si {\displaystyle A} és una matriu de Hurwitz, llavors el sistema dinàmic
{\displaystyle {\dot {x}}(t)=Ax(t)+Bu(t)}
{\displaystyle y(t)=Cx(t)+Du(t)\,}
té una funció de transferència de Hurwitz.
Qualsevol punt fix hiperbòlic (o punt d'equilibri) d'un sistema dinàmic continu és local i asimptòticament estable si i només sí el jacobià del sistema és estable per Hurwitz en el punt fix.
La matriu d'estabilitat de Hurwitz és una part crucial en la teoria de control. Un sistema és estable si la seva matriu de control és una matriu de Hurwitz. Els components reals negatius dels valors propis de la matriu representen una realimentació negativa. De la mateixa manera, un sistema és inherentment inestable si algun dels seus valors propis tenen components reals positius, representant realimentació positiva.